# Ho Chi Minh Challenger 2002
L'Ho Chi Minh Challenger 2002 è stato un torneo di tennis facente parte della categoria ATP Challenger Series nell'ambito dell'ATP Challenger Series 2002. Il torneo si è giocato a Ho Chi Minh in Vietnam dal 25 febbraio al 3 marzo 2002 su campi in cemento.

## Vincitori

### Singolare
Takao Suzuki ha battuto in finale  Mario Ančić con il punteggio di 6–4, 6–3

### Doppio
Amir Hadad /  Alexander Peya hanno battuto in finale  Jaymon Crabb /  Peter Luczak con il punteggio di 7–6(2), 7–5